# 佐久間町川合
佐久間町川合（さくまちょうかわい）は静岡県浜松市天竜区の大字。

## 地理
浜松市天竜区の西部、佐久間地区の中南部に位置する。東で佐久間町半場、西で愛知県北設楽郡東栄町大字東薗目（字琴瀬山・字古屋敷・字丸山・字焼山）、南で佐久間町浦川、北で愛知県北設楽郡豊根村大字古真立（字千尋）と接する。

### 河川
- 天竜川
- 大千瀬川

## 歴史

### 沿革
- 1889年（明治22年）4月1日 - 町村制の施行により、豊田郡川合村が周辺の村と合併し、豊田郡浦川村となる[WEB 6]。旧村名は佐久間村の大字として残る[WEB 7]。
- 1896年（明治29年）4月1日 - 郡制の施行により、佐久間村の所属郡が磐田郡に変更となる。
- 1936年（昭和11年）11月3日 - 浦川村が町制施行して浦川町となる。
- 1956年（昭和31年）9月30日 – 浦川町が周辺の村と新設合併して佐久間町となる。
- 1957年（昭和32年） - 大字川合が大字半場字神妻を編入する。
- 2005年（平成17年）7月1日 – 佐久間町外10市町村が浜松市に編入される。
- 2007年（平成19年）4月1日 - 浜松市が政令指定都市となる。佐久間町川合は天竜区の一部となる。

## 施設
- JR飯田線下川合駅
- 中部電力パワーグリッド川合変電所
- 八阪神社

## 交通

### 鉄道
- JR飯田線：（豊橋 方面 - ）下川合（ - 飯田・辰野 方面）

### バス
- 浜松市佐久間ふれあいバス浦川方面線
  - 月・水・金曜の一部便：（歴史と民話の郷会館 方面 - ）川合区民館 - 島中峠（ - 相川／出馬駅 方面）
  - 火・木・金曜の一部便：（歴史と民話の郷会館 方面 - ）川合区民館 - 蕨野線入口 - 蕨野線終点（ - 地八区民館／出馬駅 方面）
  - 水窪タクシーに委託
  - 蕨野線終点など一部停留所を乗降する場合は事前予約が必要、祝日及び年末年始は運休

### 道路
- 国道473号
- 国道474号三遠南信自動車道
- 長野県道・愛知県道・静岡県道1号飯田富山佐久間線
- 静岡県道292号下川合停車場線

## その他

### 学区
小学校・中学校の学区は以下の通りである。
- 浜松市立浦川小学校（2025年4月1日に浜松市立佐久間小学校へ統合予定）
- 浜松市立佐久間中学校

### 警察
警察の管轄区域は以下の通りである。
| 番・番地等 | 警察署     | 交番・駐在所 |
| ---------- | ---------- | ------------ |
| 全域       | 天竜警察署 | 浦川交番     |

### 消防
消防の管轄区域は以下の通りである。
| 番・番地等 | 消防署     | 本署/出張所  |
| ---------- | ---------- | ------------ |
| 全域       | 天竜消防署 | 佐久間出張所 |

### WEB
1. ↑  “h02_22.csv”.   総務省 (2022年2月10日). 2024年12月4日閲覧。
2. ↑  “静岡県浜松市天竜区 (22137)｜国勢調査町丁・字等別境界データセット”.   人文学オープンデータ共同利用センター. 2024年12月4日閲覧。
3. ↑  “静岡県 浜松市天竜区 佐久間町川合の郵便番号 - 日本郵便”.   日本郵便. 2024年12月4日閲覧。
4. ↑  “市外局番の一覧”.   総務省 (2022年3月1日). 2024年12月4日閲覧。
5. ↑  “事業所案内及び管轄地域（事務所3件、分室3件）”.   一般社団法人静岡県自動車会議所. 2024年12月4日閲覧。
6. ↑  “historyofcities.pdf”.   静岡県総務部合併推進室・財団法人静岡県市町村振興協会. 2024年12月4日閲覧。
7. ↑  “解説ページ”.   株式会社エア. 2024年12月4日閲覧。
8. ↑  “学校名から探す／浜松市”.   浜松市 (2024年1月1日). 2024年12月4日閲覧。
9. ↑  “浦川交番｜静岡県警察”.   静岡県警察 (2023年1月11日). 2024年12月5日閲覧。
10. ↑  “消防署の町別管轄「さ」／浜松市”.   浜松市 (2024年3月21日). 2024年12月4日閲覧。